# Татіпака – Какінада
Татіпака – Какінада – газопровід на сході Індії у штаті Андхра-Прадеш.
На початку 1990-х почалась розробка наземних газових родовищ басейну Крішна-Годаварі. Основні з них знаходились в районі дельти Годаварі, де виник виробничий майданчик компанії ONGC у Татіпаці. Для видачі продукції звідси проклали кілька трубопроводів, як то Татіпака – Какінада, Татіпака – Коввур та Татіпака – Кондапаллі. Першим з них був саме Татіпака – Какінада, що став до ладу в 1992-му та призначався для живлення потужного заводу азотних добрив компанії Nagarjuna Fertilizers and Chemicals Limited. Він мав довжину 94 км, при цьому перші 75 км траси були виконані в діаметрі 450 мм, а завершальні 19 км з діаметром 300 мм. З 1999 по 2009 роки по цьому маршруту проклали другу нитку в діаметрі 450 мм.
Від основної траси існують відгалуження, найбільше з яких живить ТЕС Джегурупаду (введено дві черги у 1997 та 2009 роках) та ТЕС Вемагірі/Раджамундрі (так само дві черги у 2006 та 2015 роках). На ділянці до ТЕС Джегурупаду зазначене відгалуження має довжину 36 км та дві нитки, що стали до ладу в 1996 та 2005 роках, з діаметрами 200 мм та 400 мм. Далі між ТЕС Джегурупаду та ТЕС Вемагірі прокладено перемичку довжиною 5 км та діаметром 300 мм, яку ввели в експлуатацію у 2005-му.
Ще одне відгалуження довжиною 8 км та діаметром 450 мм спорудили у 2001 році до ТЕС Педдапурам, від якої пізніше проклали перемичку завдовжки 2 км та діаметром 300 мм до ТЕС Гаутамі. Крім того, північніше від Какінади діє ТЕС Годаварі, яка живиться від завершеного у 1996-му відгалуження довжиною 7 км та діаметром 200 мм.
Невдовзі після наземних родовищ на мілководді біля дельти Годаварі почалась розробка нафтогазового родовища Равва, продукція якого надходить на береговий термінал Сурасаніянам. Звідси підготований газ подається до системи Татіпака – Какінада по двом перемичкам завдовжки 10 км та діаметром 200 мм та 400 мм, які стали до ладу в 1997 та 2002 роках відповідно.
На початку 2010-х за півтора десятки кілометрів на південь від Сурасаніянам, так само на узбережжі дельти Годаварі, почав роботу інший береговий термінал компанії ONGC в Одаларева, що отримує продукцію глибоководних родовищ басейну по системі G1/VA/S1 – Одаларева. З нарощуванням поставок по останній проклали перемичку між Одаларева та системою Татіпака – Какінада завдовжки 14 км та діаметром 600 мм, яка стала до ладу не пізніше 2021 року. 
Окрім сполучень з терміналами ONGC система Татіпака – Какінада має зв’язок із береговим терміналом компанії RIL у Гадімога (безпосередньо на північ від дельти Годаварі), для чого проклали перемичку довжиною 30 км та діаметром 600 мм. Термінал у Гадімога, який обслуговує глибоководні родовища блоку KG-D6, почав роботу наприкінці 2000-х. Втім, вже невдовзі з’ясувалось, що плани видобутку були занадто оптимістичними, так що продукції блоку критично не вистачає навіть для наповнення головного елементу проекту – газопроводу Схід – Захід.